# Згорний Гастерай
Згорний Гастерай (словен. Zgornji Gasteraj) — поселення в общині Светий Юрій-в-Словенських Горицях, Подравський регіон‎, Словенія.